# Cyrk Arlette Gruss
Cyrk Arlette Gruss – francuski cyrk założony w 1985 roku nazwany na cześć znanego tresera dzikich kotów Arlette'a Henriette'a Grussa.

## Największy namiot cyrkowy
W 2009 roku w Bordeaux we Francji cyrk postawił największy na świecie namiot cyrkowy. Występy 120 artystów może w nim podziwiać półtora tysiąca widzów. Namiot zwany przez właścicieli katedrą składa się z ośmiu 20-metrowych masztów na których spoczywa dach o powierzchni 2700 metrów.